# Кола (річка)
Ко́ла (рос. Кола) — річка на Кольському півострові у Росії, протікає територію Мурманської області. Річка дала назву цілому півострову.
Річка бере початок, витікаючи з озера Колозеро, хоча до самого озера впадають інші річки. Протікає в основному на північ та північний захід, окремі ділянки спрямовані на північний схід. Впадає до вершини Кольської затоки Баренцового моря. На річці дуже багато порогів, що перешкоджає судноплавству.
Живлення в основному снігове, паводки спостерігаються в травні-липні. Ширина русла біля міста Кола становить 120 м, а глибина приблизно 2 м. Річка використовується для лісосплаву в нижній її частині. Має доволі круті береги, які поросли мохом та дрібним лісом.
Уздовж річки лежать такі населені пункти Кольського району — місто Кола, смт Кільдінстрой, Молочний, селища Тайбола, кіца, Лопарська, Магнетіти, Шонгуй, Виходний, Звєросовхоз, село Пулозеро.

## Притоки
- Ках — впадає до озера Колозеро
- Оленяча — впадає до озера Колозеро
- Веже — впадає до озера Колозеро
- Валма — права, впадає до затоки Салма озера Пулозеро
- Орловка — права, впадає до затоки Салма озера Пулозеро
  - Чирмйок — впадає до озера Коут'явр
  - Чурмйок — ліва
  - Махкйок — права
- Ворона — права, впадає до озера Пулозеро
- Ведмежа — ліва
  - Широка Ламбіна — ліва, впадає до озера Кумаж'є
  - Ведмежка — права, впадає до озера Нижнє Ведмеже
  - Вошива — ліва, впадає до озера Нижнє Ведмеже
- Кіца — права
  - Кайх'явр'йок — ліва
  - Кувчуай — права
  - Мала Кіца — ліва
- Тухта — ліва
  - Брялка — права, впадає до озера Тухмінське Перше
- Кільдінський — права

## Озера басейну Коли
- басейн озера Колозеро — Ведмеже, Верхнє Собаче, Глибоке, Горіле, Довге, Кахозеро, Массельгаозеро, Сельгаозеро (Сельг'явр), Сухе, Щуче
  - басейн річки Ках — Кахозеро, Сухе
  - басейн річки Оленяча — Глибоке, Оленяче, Сухе
  - басейн річки Веже — Вежеозеро, Мале Вежеозеро
- Кола між Колозером та Пулозером — Нове, Щуче
- басейн озера Пулозеро — Мале Пулозеро, Нижнє Собаче
  - басейн річки Валма — Велике Енгоє, Мале Енгоє
  - басейн річки Орловка — Верхнє Орловське, Нижнє Орловське, Полмик'явр (Палагик'явр), Сарве (Сервес), Середнє Орловське
    - басейн річки Чурмйок — Коут'явр
    - басейн річки Махкйок — Вотозеро, Красиве, Ремесозеро, Терх'явр
- Кола між Пулозером та гирлом Ведмежої — Мурдозеро
- басейн річки Ведмежої — Ведмеже, Заячі, Косе, Кумаж'є (Кумжинське), Нижнє Ведмеже, Острівне, Північне Кумжинське (Длінне)
  - басейн річки Ведмежка — Верхнє Ведмеже, Островисте, Середнє Ведмеже
  - басейн річки Вошива — Верхнє Вошиве
- басейн річки Кіца — Біле, Кам'яне, Кермаявр (Керем'явр), Кіцьке (Чед'явренч), Кіцьке, Кувч'явр (Кувьч'явр), Майтманич, Мелк'явр (Тахтямур), Нюхчлумбол, Осткеч, Пахт'явр, Чум'явр, Шолт'явр
  - басейн річки Кайх'явр'йок — Верхній Кайх'явр, Нижній Кайх'явр
  - басейн річки Кувчуай — Вульгесвун'явр, Кувч'явр
  - басейн річки Мала Кіца — Карк'явр, От'явр (Отт'явр)
- басейн річки Тухта — Вовче, Длінне, Домашнє, Малі Щучі Другі, Малі Щучі Перші, Окуневе, Тухмінське Друге, Тухмінське Перше, Щуче
  - басейн річки Брялка — Брялківські озера (Бряукен, Кам'яне, Ріхтбряукен, Челмбряукен)
- нижня Кола — Чинглес'явр, Чирмозеро
  - басейн річки Кільдінський — Кільдінське